# Богородский сельсовет (Оренбургская область)
Богородский сельсовет — сельское поселение в Шарлыкском районе Оренбургской области Российской Федерации.
Административный центр — село Богородское.
Официальный сайт - http://www.bogorodskiy-selsovet.ru

## История
9 марта 2005 года в соответствии с законом Оренбургской области № 1919/356-III-ОЗ образовано сельское поселение Богородский сельсовет, установлены границы муниципального образования.

## Население
| 2010 | 2012 | 2013 | 2014 | 2015 | 2016 | 2017 |
| ---- | ---- | ---- | ---- | ---- | ---- | ---- |
| 589  | ↘570 | ↘552 | ↘530 | ↘503 | ↘493 | ↘480 |
| 2018 | 2019 | 2020 | 2021 |      |      |      |
| ↘476 | ↘462 | ↘447 | ↘432 |      |      |      |

## Состав сельского поселения
| № | Населённый пункт | Тип населённого пункта       | Население |
| - | ---------------- | ---------------------------- | --------- |
| 1 | Богородское      | село, административный центр | 382       |
| 2 | Романовка        | село                         | 207       |